# Tacuba
Tacuba est une municipalité du département d'Ahuachapán au Salvador.